# Peucedanum alsaticum
Peucedanum alsaticum là một loài thực vật có hoa trong họ Hoa tán. Loài này được L. miêu tả khoa học đầu tiên.

## Hình ảnh

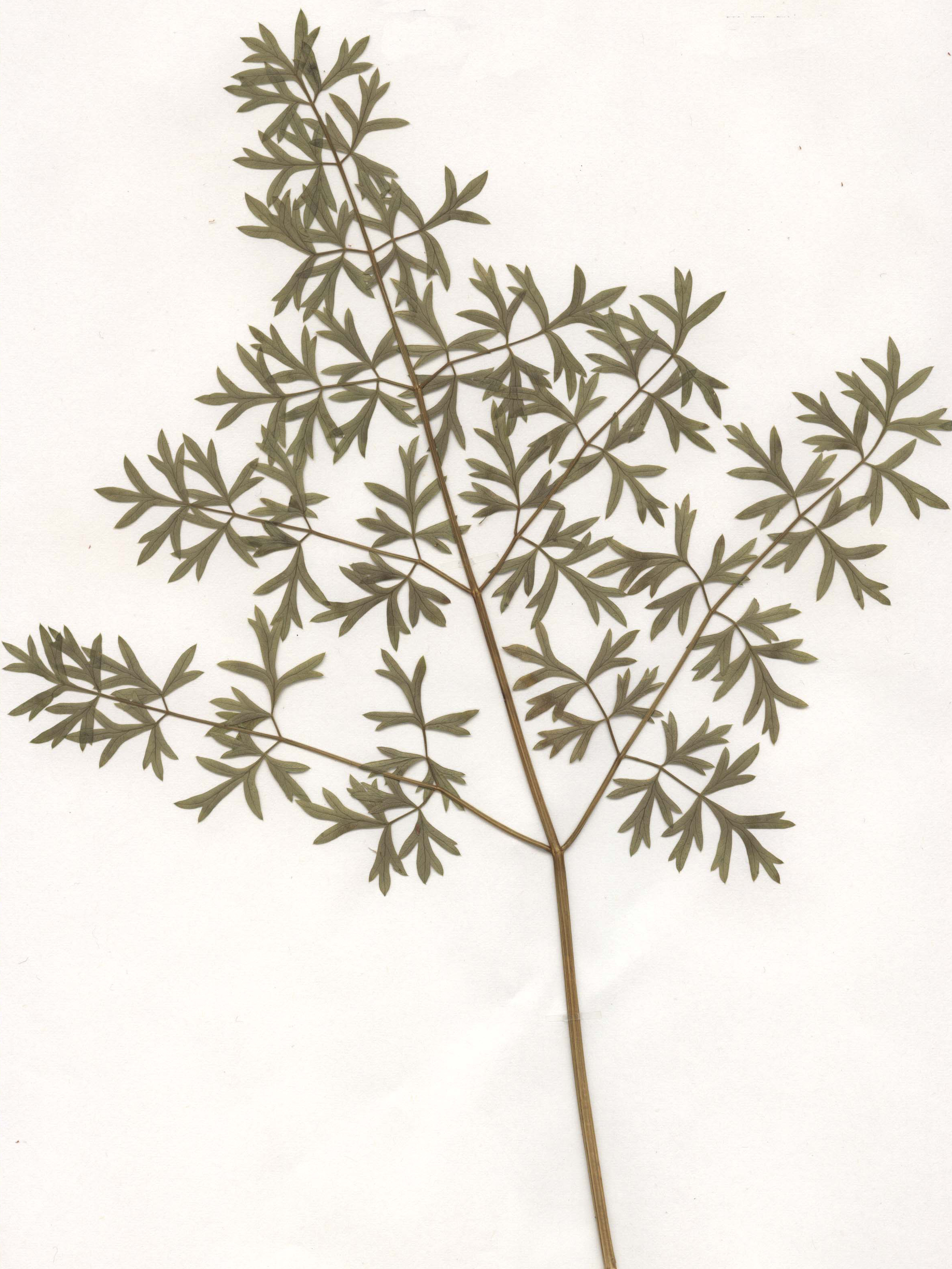
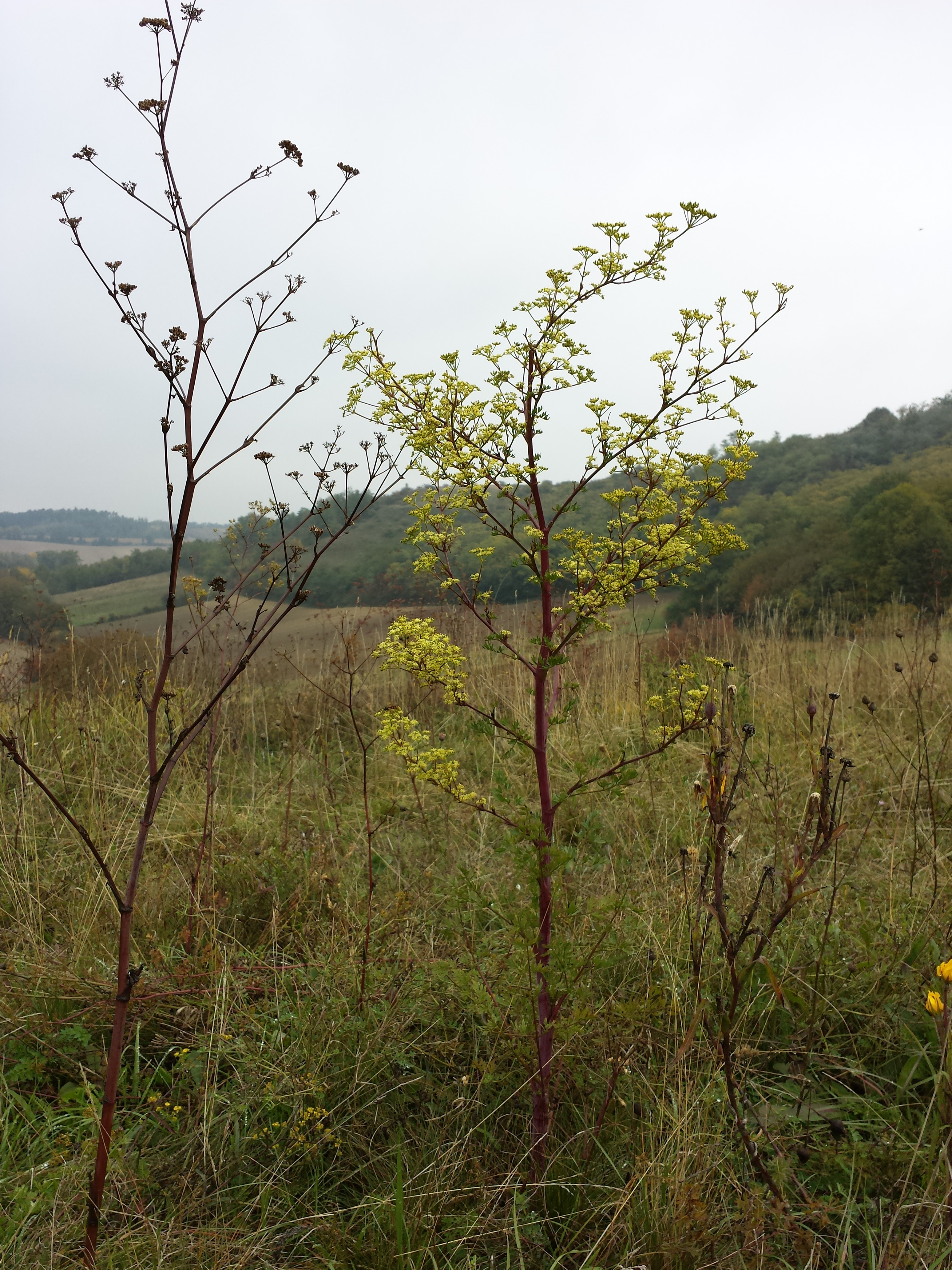
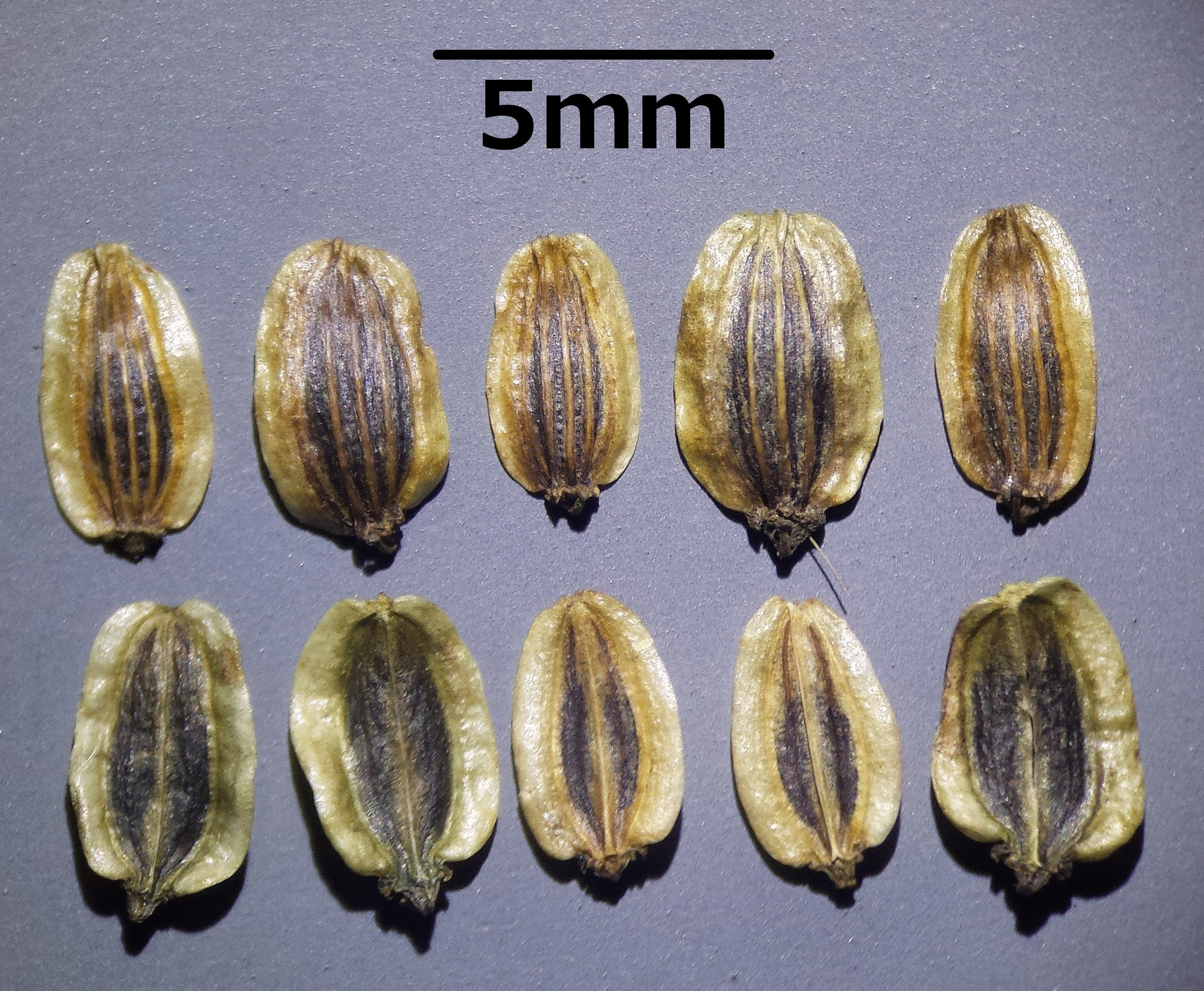
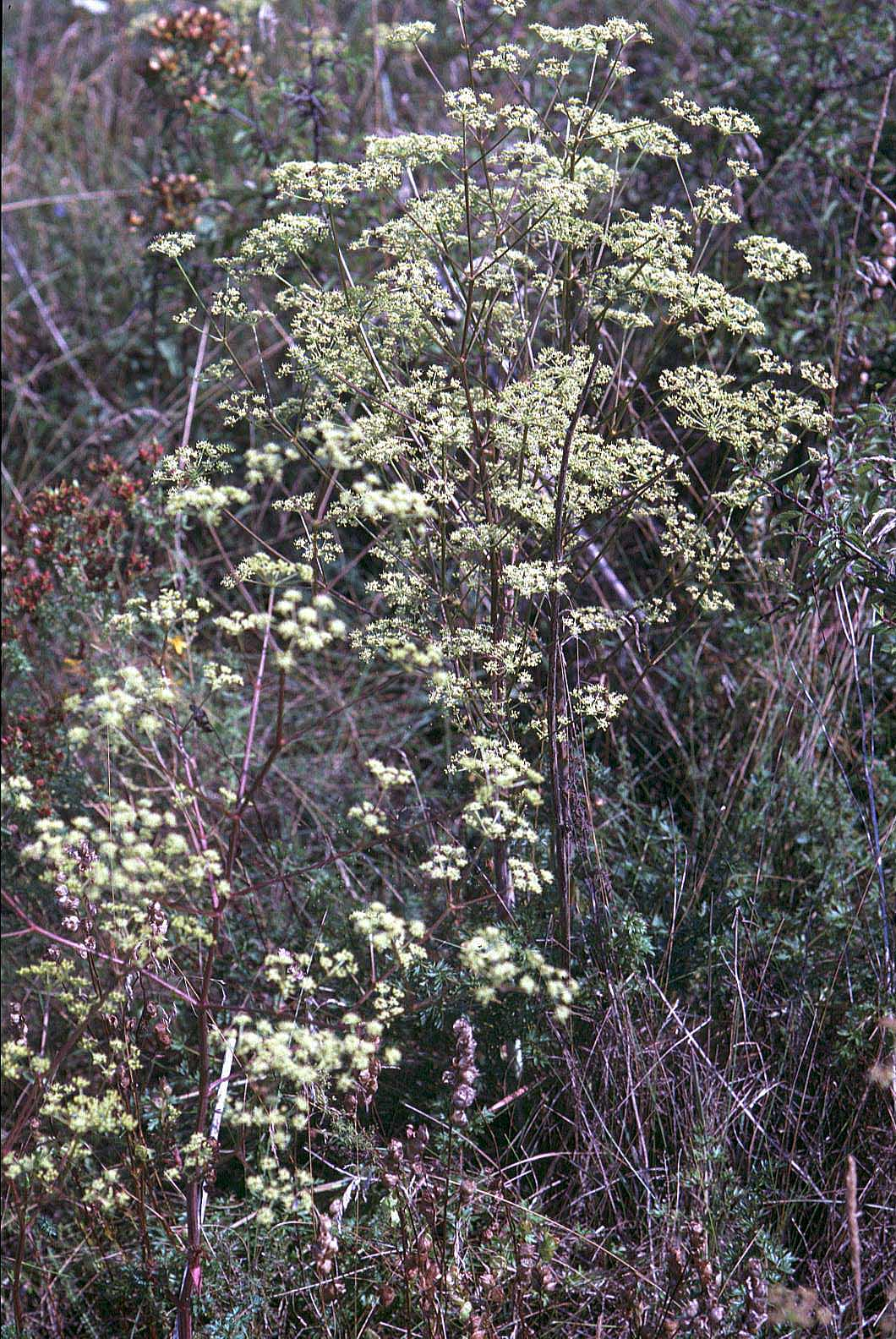